# Giovanni Costa (Maler)

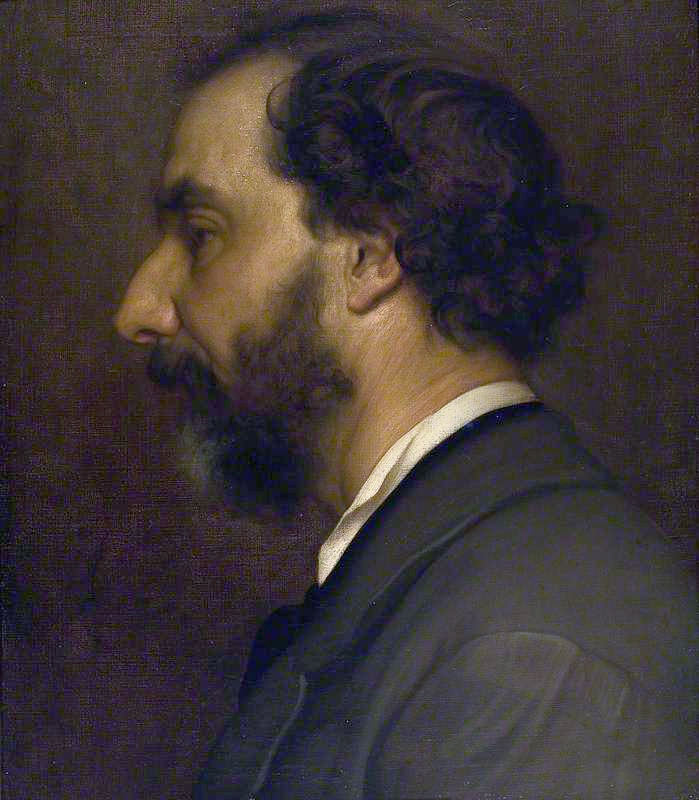
Giovanni Costa, 1878, von Frederick Leighton

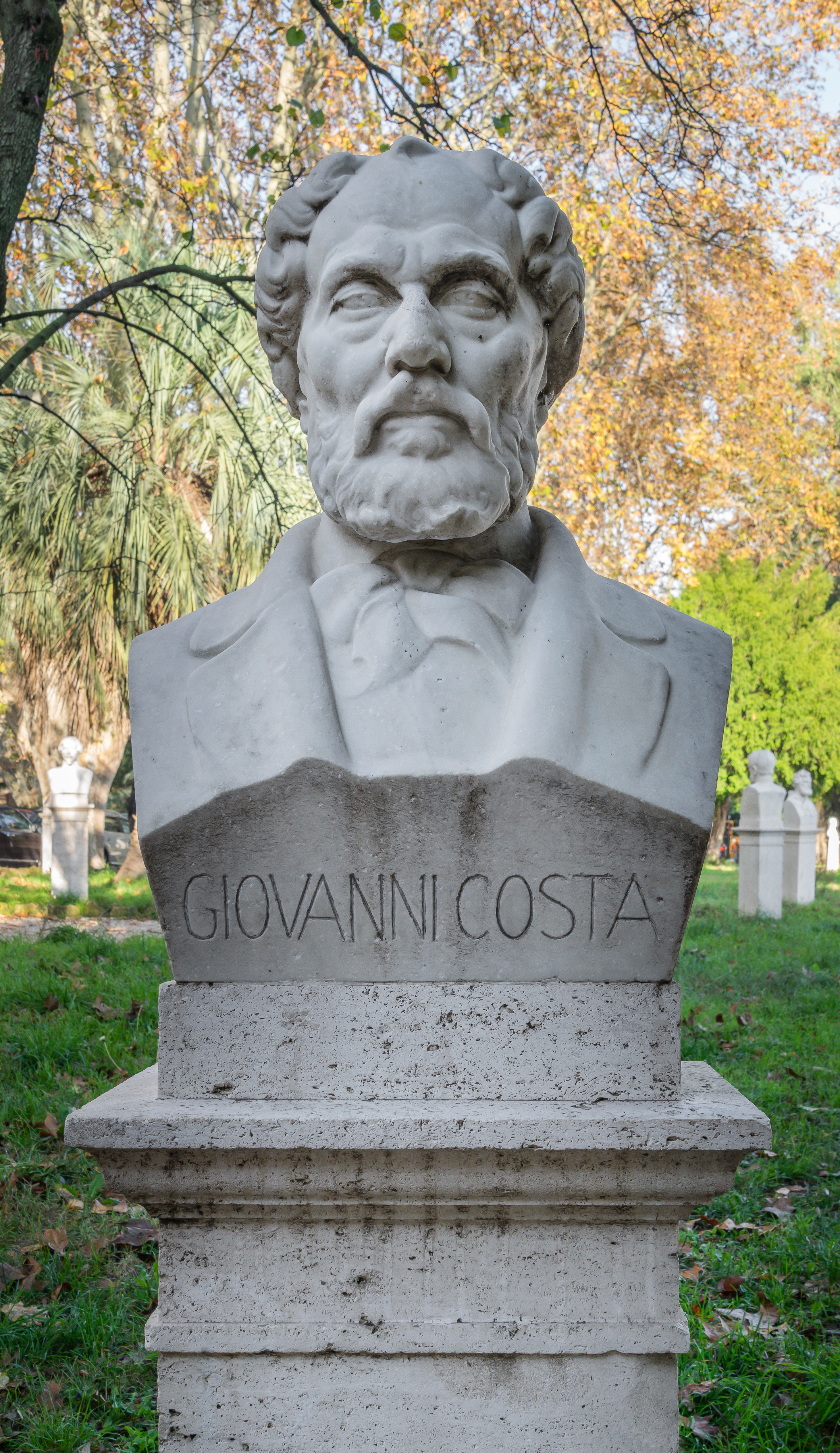
Büste von Costa auf dem Janiculum

Giovanni Costa, auch Nino Costa, (* 15. Oktober 1826 in Rom; † 31. Januar 1903 in Marina di Pisa) war ein italienischer Landschaftsmaler.
Costa war das vierzehnte von sechzehn Kindern eines wohlhabenden Eigentümers einer Spinnerei im Stadtteil Trastevere von Rom. Er wurde am Jesuitenkolleg von Montefiascone erzogen und besuchte ab 1843 in Rom das Collegio Bandinelli, wo er bei Luigi Durantini Zeichenunterricht nahm. Er war kurz im Studio des Malers Vincenzo Camuccini und besuchte dann die Accademia di San Luca, wo Francesco Coghetti, Francesco Podesti und Filippo Agricola zu seinen Lehrern zählten. Er nahm 1848 an den italienischen Unabhängigkeitskämpfen teil, ebenso wie 1859 und nochmals 1870, als er als Erster eine Bresche bei der Porta Pia in Rom stürmte. Er gilt deshalb als italienischer Freiheitsheld mit einer Büste auf dem Janiculum.
Er vertrat eine Malerei mit unmittelbarem Zugang zur Natur und war dabei von der Schule von Barbizon beeinflusst.
Er lebte in Florenz, wo er sowohl auf die Macchiaioli großen Einfluss hatte, als auch auf ausländische Maler wie Elihu Vedder, Matthew Ridley Corbet und seine Frau Edith Corbet und den mit ihm befreundeten Frederick Leighton. Später lebte er in Rom. 1885 gründete er die Malergruppe In Arte Libertas (zu der u. a. Enrico Coleman und Vincenzo Cabianca gehörten). 1904 hatte er eine Ausstellung in London.

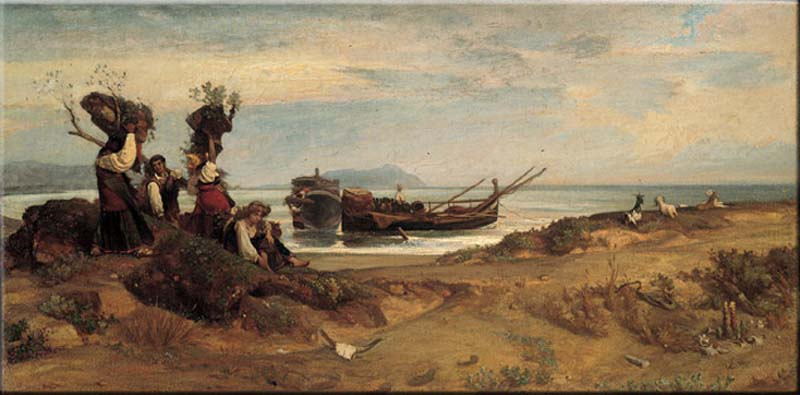
Frauen, die Holz in Anzio entladen
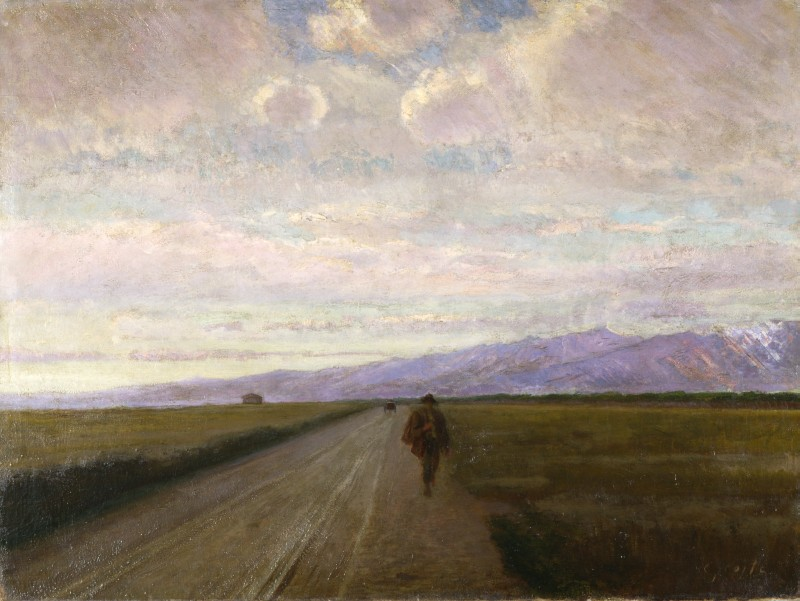
Straße in der Ebene
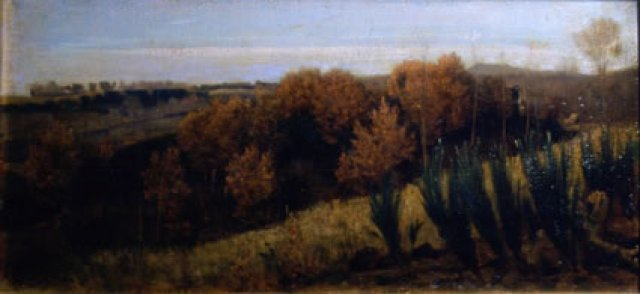
Senke mit Eichen
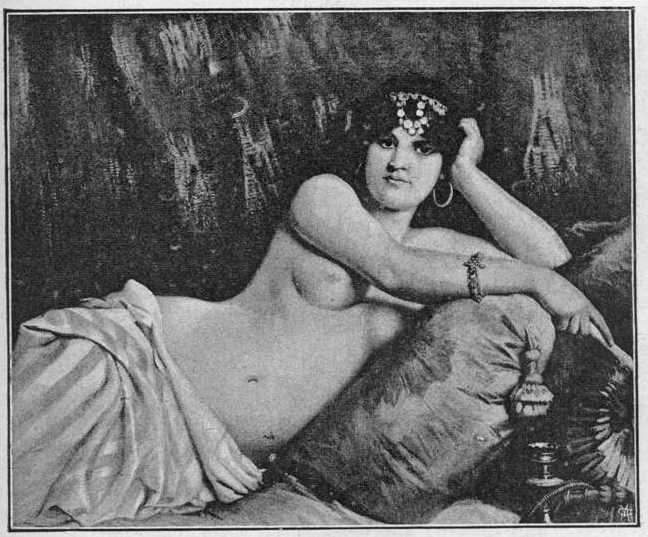
Odaliske